# Paraphrynovelia
Paraphrynovelia – rodzaj pluskwiaków z podrzędu różnoskrzydłych i infrarzędu półwodnych, jedyny z monotypowej rodziny Paraphrynoveliidae.
Są to całkowicie pozbawione skrzydeł pluskwiaki o ciele długości od 1,7 do 2,4 mm, wyglądem przypominające plesiczki lub bezskrzydłe błotnicowate. Głowę mają pozbawioną przyoczek. Biczykowate czułki są czteroczłonowe, ale człon ostatni jest pośrodku podzielony błoniastym przewężeniem, w związku z czym wyglądają one jak czułki pięcioczłonowe. Dwa początkowe człony czułków są wydłużone i podobnej długości, a dwa następne jeszcze dłuższe. Krótkie przedplecze ma tylną część wyciągniętą tak, że nakrywa śródplecze, ale już nie zaplecze. Odnóża mają trójczłonowe stopy i osadzone wierzchołkowo przedstopia z dobrze wykształconymi aroliami brzusznymi i grzbietowymi. Samce mają genitalia o wystającym z końca odwłoka pygoforze i symetrycznych paramerach. Samice odznaczają się stosunkowo słabo rozwiniętym pokładełkiem. 
Przedstawiciele rodzaju zasiedlają nasiąknięte wodą mchy porastające przybrzeżne skały oraz szczątki organiczne, znajdujące się na pograniczu między wodą słodką a lądem. Występują wyłącznie w południowej części Afryki (kraina etiopska).
Rodzaj ten obejmuje dwa opisane gatunki:
- Paraphrynovelia brincki Poisson, 1957
- Paraphrynovelia slateri Andersen, 1978